# Michael Lindner (Politiker)

Michael Lindner (2022)

Michael Lindner (* 26. Februar 1983 in Linz) ist ein österreichischer Politiker (SPÖ). Ab dem 10. November 2022 war er oberösterreichischer Landesrat in der Landesregierung Stelzer II und ab Oktober 2022 Landesparteivorsitzender der SPÖ Oberösterreich. Ab Februar 2022 war er nach dem Rücktritt von Birgit Gerstorfer aufgrund einer gescheiterten Impfkampagne bereits geschäftsführend im Amt. Am 9. November 2024 gab er seinen Rückzug aus der Politik bekannt.

## Ausbildung und Beruf
Michael Lindner wuchs in der Marktgemeinde Gutau im Mühlviertel auf. Er besuchte zunächst die Volksschule in Gutau und anschließend von 1993 bis 2001 das Gymnasium in Freistadt, wo er auch maturierte. Nach dem Absolvieren des Zivildiensts begann Lindner im Jahr 2003 ein Soziologie-Studium an der Johannes Kepler Universität Linz, das er 2011 mit der Sponsion zum Magister der Sozial- und Wirtschaftswissenschaften (Mag. rer. soc. oec.) abschloss. Im Rahmen seines akademischen Bildungswegs besuchte er zudem 2010 einen Universitätslehrgang für Projektmanagement an der Universität Salzburg sowie den Zertifikatslehrgang European Studies der Deutschen Universität für Weiterbildung im Jahr 2014.
2007 war Michael Lindner während seines Studiums kurzfristig für sieben Monate Bezirksgeschäftsführer der SPÖ Freistadt. Ab 1. September 2007 war er beruflich als politischer Sekretär des Landesgeschäftsführers der SPÖ Oberösterreich tätig. Ab 1. März 2011 war er danach als Landesgeschäftsführer des Sozialdemokratischen GemeindevertreterInnenverbands Oberösterreich tätig. Mit 1. November 2015 wurde er im Sozialdemokratischen GemeindevertreterInnenverband zum geschäftsführenden Vorsitzenden bestellt. Am 12. März 2016 übernahm er die Funktion des stellvertretenden Vorsitzenden des Sozialdemokratischen GemeindevertreterInnenverbands Oberösterreich.
2019 wurde er als Nachfolger von Hans Affenzeller zum Vorsitzenden der ASKÖ Mühlviertel gewählt, 2022 folgte ihm Roland Auböck in dieser Funktion nach.

## Politischer Werdegang
Im Jahr 2001 war Michael Lindner Gründungsmitglied der Sozialistischen Jugend Gutau. 2005 wurde er zum Landesvorsitzenden der SJ Oberösterreich gewählt, was er bis 2011 blieb. In seiner Tätigkeit als SJ-Vorsitzender war er auch Vorsitzender des Jugenderholungsvereins Europacamp, dem die Verwaltung des der SJ gehörenden Europacamps in Weißenbach am Attersee obliegt. Mit 9. Jänner 2015 wurde Lindner zum Bezirksparteivorsitzenden der SPÖ im Bezirk Freistadt gewählt, wo er zuvor seit 2006 stellvertretender Bezirksparteiobmann gewesen war. Von 2005 bis 2011 und erneut seit 2015 ist er zudem Mitglied des Landesparteivorstandes der SPÖ Oberösterreich.
Bei den Gemeinderatswahlen 2015 wurde Lindner in den Gemeinderat der Marktgemeinde Kefermarkt gewählt. Nach der zeitgleich stattfindenden Landtagswahl wurde er vom Oberösterreichischen Landtag als Mitglied des Bundesrats entsandt.
Im Oktober 2018 wurde er als Nachfolger von Thomas Punkenhofer als Abgeordneter zum Oberösterreichischen Landtag angelobt. Im Bundesrat folgte ihm Dominik Reisinger nach.
Am 1. Dezember 2020 wurde Lindner aufgrund des Rücktrittes von Christian Makor-Winkelbauer zum Vorsitzenden des SPÖ-Landtagsklubs Oberösterreich nominiert.
Nachdem er bereits seit Februar 2022 aufgrund des Rücktritts von Birgit Gerstorfer geschäftsführender Landesparteivorsitzender der SPÖ Oberösterreich war, wurde er am 1. Oktober 2022 mit 95,94 % der Stimmen zum Landesparteivorsitzenden gewählt. Zum ersten Mal hatten die Mitglieder der SPÖ in Oberösterreich die Möglichkeit, sich in einer Urabstimmung an der Wahl des Landesparteivorsitzenden zu beteiligen. 46 Prozent der Mitglieder nutzten die Möglichkeit, im September 2022 an der Urabstimmung teilzunehmen, in der Lindner um Unterstützung warb.
Im November 2023 wurde er zu einem der Stellvertreter des SPÖ-Bundesparteivorsitzenden Andreas Babler gewählt.
Am 9. November 2024 gab er seinen Rückzug aus der Politik bekannt. Das Buch Die Wut, die bleibt von Mareike Fallwickl habe einen Nachdenkprozess bei ihm in Gang gesetzt, der zu dem Schritt geführt habe. Ab Dezember 2024 übernahm Alois Stöger interimistisch die Führung der SPÖ Oberösterreich. Am 3. Juli 2025 folgte ihm Martin Winkler als Landesrat nach.

## Privatleben
Michael Lindner ist verheiratet und Vater zweier Söhne. Er wohnt mit seiner Familie in Kefermarkt im Mühlviertel.